# Камышников, Дмитрий Анатольевич
Дмитрий Анатольевич (Юрьевич) Камышников (род. 29 мая 1968) — советский и российский хоккеист, защитник.

## Биография
Воспитанник ЦСКА. Начинал играть в команде первой лиги 1986/87 СКА МВО — 9 матчей. В следующем сезоне провёл 11 игр за ЦСКА. В дальнейшем выступал за «Трактор» Липецк (1989/90), «Кристалл» Электросталь (1990/91 — 1991/92, 1994/95, 1997/98), «Эрвальд» (Австрия, 1992/93 — 1993/94), «Мартин» (Словакия, 1995/96 — 1997/98), «Титан» Клин (1999/2000 — 2002/03).